# Sineugraphe
Sineugraphe là một chi bướm đêm thuộc họ Noctuidae.